# سیلور اسپرینگ شورز، فلوریدا
سیلور اسپرینگ شورز (به انگلیسی: Silver Springs Shores) یک منطقهٔ مسکونی در ایالات متحده آمریکا است که در شهرستان ماریون، فلوریدا واقع شده‌است. سیلور اسپرینگ شورز ۱۲٫۵ کیلومتر مربع مساحت و ۶٬۵۳۹ نفر جمعیت دارد و ۲۹ متر بالاتر از سطح دریا قرار دارد.